# Begonia summoglabra
Espèce
Begonia summoglabra est une espèce de plantes de la famille des Begoniaceae.
L'espèce fait partie de la section Diploclinium.
Elle a été décrite en 1948 par Tse Tsun Yu (1908-1986).

## Répartition géographique
Cette espèce est originaire du pays suivant : Chine.